# 하트 인 아틀란티스
하트 인 아틀란티스(Hearts In Atlantis)는 미국에서 제작된 스콧 힉스 감독의 2001년 드라마 영화이다. 안소니 홉킨스 등이 주연으로 출연하였고 케리 헤이슨 등이 제작에 참여하였다. 어느 정도는 스티븐 킹의 다크 타워의 내용을 채택했다.

## 출연

### 주연
- 안소니 홉킨스

### 조연
- 안톤 옐친
- 홉 데이비스
- 미카 부렘
- 데이빗 모스

## 제작진
- 원작자: 스티븐 킹
- 협력프로듀서: 조디 주커먼
- 미술: 바바라 링
- 의상: 알렉산드리아 포스터
- 의상: 줄리 웨이스
- 배역: 론나 크레스